# Magali Greif
Magali Greif (* 30. August 1998 in Berlin) ist eine deutsche Schauspielerin.
Greif hatte 2006 ihren ersten Auftritt bei Ein Herz für Kinder, wo sie mit Thomas Gottschalk zusammen moderierte.

## Filmografie
- 2007: Ein verlockendes Angebot
- 2008: Monogamie für Anfänger
- 2008: Das Morphus-Geheimnis
- 2009: Kinder des Sturms
- 2010: Groupies bleiben nicht zum Frühstück
- 2011: Im Fluss des Lebens
- 2011: Tom Sawyer